# Auslandsüberweisung
Unter Auslandsüberweisung versteht man umgangssprachlich im Bankwesen eine Überweisung im bargeldlosen Zahlungsverkehr, bei welcher ein Zahlungspflichtiger Buchgeld zu Lasten seines Girokontos an die Bankverbindung eines Zahlungsempfängers im Ausland überträgt. 

## Allgemeines
Wirtschaftssubjekte, die Auslandsüberweisungen nutzen, sind Privatpersonen, Unternehmen, sonstige Personenvereinigungen und der Staat nebst seiner Untergliederungen (beispielsweise die öffentliche Verwaltung). Zahlungsgrund können Gegenleistungen insbesondere aus Export, Import, Lohnveredelung, Transithandel, Kauf- oder Mietverträgen, aber auch einseitige Transferleistungen wie Schenkung sein. Buchgeld kann in Fremdwährung, aber auch in Inlandswährung denominiert sein. 
Im Außenhandel ist die Auslandsüberweisung das am weitesten verbreitete Zahlungsinstrument. Ist die Auslandsüberweisung nicht mit Akkreditiv oder Dokumenteninkasso verknüpft, wird von englisch clean payment gesprochen. 
Seit der Abschaffung der EU-Überweisung durch den Europäischen Zahlungsverkehrsausschuss im Dezember 2011 und seit der Schaffung des Europäischen Zahlungsraums (SEPA) im März 2012 hat der Begriff Auslandsüberweisung nur noch eine umgangssprachliche Bedeutung. Hiermit sind grenzüberschreitende Überweisungen gemeint, die ein Inländer an einen Ausländer mit Sitz im Ausland oder umgekehrt vornimmt. Im einheitlichen Euroraum gibt es zahlungstechnisch keine Unterschiede mehr zwischen Inlands- und Auslandsüberweisung, so dass der Bankkunde keine Überlegungen über den Sitz der Empfängerbank und den Empfänger anstellen muss. Dabei werden heute Auslandsüberweisungen in Euro ausschließlich mittels SEPA getätigt, in Fremdwährung kommen das System SWIFT oder andere Systeme zum Einsatz. Der Bankkunde muss seiner kontoführenden Bank regelmäßig die geforderten Empfängerdaten – Empfängername, Institut des Empfängers sowie insbesondere die Internationale Bankkontonummer (IBAN) – zur Verfügung stellen. Bis Februar 2016 war zusätzlich auch der BIC anzugeben.

## Geschichte
Übertragbares Buchgeld gab es erstmals mit der Mark Banco, die um 1621 von der Hamburger Bank für ihre Kunden eingeführt wurde. Es handelte sich um eine regionale Rechenwährung für Zahlungszwecke. In Deutschland entwickelte sich der überregionale Inlandszahlungsverkehr durch „Girozahlungen“ über die Reichsbank vor 1900. Ihr Präsident Richard Koch erläuterte Girozahlungen als Vermittlung von Zahlungen unter den Kunden durch Ab- und Zuschreibungen in den Bankbüchern auf der Grundlage der Depositen. Seit Januar 1909 trug der Postscheckverkehr zur Vergrößerung des Inlandszahlungsverkehrs bei, im selben Jahr beteiligten sich die Sparkassen am zunehmenden Giroverkehr. Schon 1913 betrug der Anteil des Buchgeldes an der gesamten Geldmenge bereits 88 %.
Seit der Liberalisierung des internationalen Kapitalverkehrs nach dem Zweiten Weltkrieg führten größere deutsche und ausländische Kreditinstitute Auslandsüberweisungen brieflich oder telegrafisch aus. Die ab 1950 aufkommenden Auslandsüberweisungen wurden erst möglich, nachdem sich inländische Kreditinstitute ein Netz von Korrespondenzbanken im Ausland aufgebaut hatten, mit denen sie Zahlungen in Inlands- oder Fremdwährung über Lorokonten verrechnen konnten. Buchungen erfolgten durch die Kontoverbindungen der Korrespondenzbanken untereinander sowohl im Valuta- als auch im Deckungsverhältnis. Innerhalb der weltweiten Kreditwirtschaft war damit der internationale Zahlungsverkehr bilateral organisiert. Diese Auslandsüberweisungen hatten zwei wesentliche Nachteile. Einer Studie der Europäischen Kommission aus dem Jahre 1993 zufolge betrug die Durchschnittsdauer von Auslandsüberweisungen 4,6 Tage, die Höchstdauer bis zu 14 Wochen. Zudem waren die Bankgebühren recht hoch, was auch an einer doppelten Gebührenbelastung (englisch double charging) lag, bei welcher zwischengeschaltete Banken ihre Entgelte vom Überweisungsbetrag abzogen und lediglich noch den verminderten Überweisungsbetrag weiterleiteten, der nochmals um die Gebühren der Empfängerbank vermindert wurde. 
Im Mai 1973 gründeten 239 Banken aus 15 Ländern die beleglose und in Echtzeit durchgeführte, grenzüberschreitende und multilaterale Datenfernübertragung SWIFT. Bei seiner Inbetriebnahme 1977 waren bereits mehr als 500 Banken angeschlossen. Über SWIFT können im internationalen Zahlungsverkehr neben Auslandsüberweisungen auch dokumentäre Akkreditive und Inkassi sowie Devisen- und Wertpapiergeschäfte abgewickelt werden. Europaweite Bemühungen zur Installierung eines homogenen grenzüberschreitenden Zahlungssystems gab es bereits seit Januar 1997 mit der Richtlinie 97/5/EG vom 27. Januar 1997 über grenzüberschreitende Überweisungen. Die Verordnung (EG) Nr. 2560/2001 vom 19. Dezember 2001 vereinheitlichte den Gebührenrahmen zwischen In- und Auslandsüberweisung. Diese Verordnung und die Zahlungsdiensterichtlinie 2007/64/EG vom 13. November 2007 führten schließlich zu einer Vereinheitlichung des gesamten Regelwerks über grenzüberschreitende Zahlungen durch die Verordnung (EG) Nr. 924/2009 vom 16. September 2009. Sie brachte eine Vereinheitlichung des Zahlungsverkehrs in den EU-Mitgliedstaaten, europaweite einheitliche Zahlungstransaktionen, Zeitvorgaben für die Auftragsausführung oder einheitliche Widerrufsrechte. Durch SEPA wurde ab Februar 2014 der Europäische Zahlungsraum, ein einheitlicher Zahlungsraum für bargeldlose Zahlungen in Euro, geschaffen.
Eine neuere Entwicklung ist die Entstehung von Peer-to-Peer-Online-Geldtransfer-Services wie z. B. TransferWise, die es Individualkunden erlauben, internationale Überweisungen zum günstigen Interbank-Kassakurs und gegen Gebühren durchzuführen, die deutlich unter den Tarifen der etablierten Banken liegen.

## Benutzte Banksysteme
Der zahlungspflichtige Bankkunde reicht seiner Hausbank einen Überweisungsauftrag ein oder zahlt über Online Banking unter Angabe aller zahlungsrelevanten Daten. Liegt der Überweisungsbetrag über 12.500 Euro oder dem Gegenwert in Fremdwährung, so ist der „Zahlungsauftrag im Außenwirtschaftsverkehr“ (Z1/Z4) zu verwenden. Das Kreditinstitut belastet sodann das Girokonto (oder gegebenenfalls ein Fremdwährungskonto) mit dem Überweisungsbetrag, rechnet automatisch Fremdwährungen zum aktuellen Devisenkurs (Briefkurs) ab und kann für die Weiterleitung im Gironetz verschiedene Überweisungssysteme nutzen. Alle Überweisungssysteme laufen für den Bankkunden bei Kreditinstituten im Hintergrund ab. 
Für Überweisungsaufträge im Großbetrags- und Individualzahlungsverkehr eignet sich das TARGET-System. Dieses Interbanken-System verbindet insgesamt sechzehn Großbanken, bestehend aus der Europäischen Zentralbank (EZB) sowie nationalen Zentralbanken in Europa. Der Vorteil von TARGET liegt insbesondere in der schnellen Abwicklung von Überweisungen, die bereits am selben Tag der Zahlung in Echtzeit ausgeführt werden. Auftraggeber- und Empfängerbank müssen dabei in keiner Korrespondenz zueinander stehen (Korrespondenzbanken). 
Der überwiegende Teil des Zahlungsverkehrs wird bisweilen über EBA abgewickelt. Bei diesem Verfahren leitet die Auftraggeberbank den Zahlungsauftrag an eine bestimmte Bank weiter, mit der zuvor vereinbart wurde, dass sie die weitere Zahlungsabwicklung durchführt. Die Bestätigung über die laufende Zahlung wird jedoch direkt an die Empfängerbank weitergeleitet, was ohnehin die Angabe einer SWIFT-Adresse erfordert. Ebenso erleichtert die Internationale Bankkontonummer (IBAN) die Zahlung innerhalb des europäischen Raums, sofern diese keine EU-Standardüberweisungen sind.
Überweisungsaufträge in Länder, die nicht der EWWU angehören, werden überwiegend über das SWIFT-System geleitet. Diese internationale Genossenschaft unterhält ein weltweites Telekommunikationsnetz, das für die standardisierte Ausführung von Finanztransaktionen eine bedeutende Rolle spielt. Dazu werden auf den Überweisungsaufträgen SWIFT-Adressen angegeben, die Auskunft über das Land, den Ort und den Namen der begünstigten Bank gibt. Neben dieser standardisierten Kommunikation ist außerdem ein funktionierendes Netz von Korrespondenzbanken für eine reibungslose Abwicklung von Überweisungsaufträgen unerlässlich. Der BIC der Bank des Begünstigten ist für die beauftragte Bank notwendig und beschleunigt die Verarbeitung. 
Die bis Februar 2014 möglichen EU-Überweisungen wurden abgeschafft. Es handelte sich um Auslandsüberweisungen in Euro unter Angabe der IBAN und des BIC. 

## AWV-Meldepflicht
Aus Gründen der Meldevorschriften im Außenwirtschaftsverkehr zwecks Erhebung der Zahlungsbilanz und Außenhandelsstatistik haben der zahlungspflichtige Inländer (bei Zahlungen an Ausländer) und der inländische Zahlungsempfänger (bei Zahlungen von Ausländern) nach § 67 Abs. 1 AWV ab einer Meldeschwelle von mehr als 12.500 Euro oder Gegenwert in Fremdwährung (§ 67 Abs. 2 AWV) ausgehende oder eingehende Zahlungen mit dem Vordruck „Zahlungsauftrag im Außenwirtschaftsverkehr“ (Z1/Z4) zu melden (§ 67 Abs. 4 AWV). Ausgenommen von der Meldepflicht sind Exporterlöse, Importzahlungen und bestimmte Zahlungen für kurzfristige Kredite. Kreditinstitute weisen automatisch bei grenzüberschreitenden Zahlungen darauf hin, dass diese Meldepflichten vom Zahlungspflichtigen oder Zahlungsempfänger zu beachten sind.
Diese Konstellation liegt häufig bei Auslandsüberweisungen vor. Die Meldung erfolgt in Deutschland an die Bundesbank, eine Missachtung kann als Ordnungswidrigkeit geahndet werden. Da die Bank nicht weiß, ob ein Auslandskonto einem Inländer oder einem gebietsfremden Ausländer gehört, kann sie die Meldung ausgehender bzw. eingehender Zahlungen nicht automatisch vornehmen, selbst wenn die Zahlung in einer Summe erfolgt, die die Betragsgrenze übersteigt (statt z. B. taggleichen 'gesplitteten' Zahlungen – Smurfing –, die dennoch meldepflichtig sind). Der Zahlungsempfänger/-auftraggeber ist also zur Meldung verpflichtet. Mit Inkrafttreten der AWV-Änderungen zum 1. September 2013 sind diese Meldungen grundsätzlich elektronisch direkt bei der Deutschen Bundesbank einzureichen. Die Überweisungsdaten werden zur Erstellung der Außenwirtschaftsstatistik Deutschlands verwendet und nur kurzfristig gespeichert. Eine Weitergabe der Daten an das Finanzamt o. a. erfolgt nicht; die Meldung zieht keine steuerrechtlichen Konsequenzen nach sich und ist auch weder notwendig noch überhaupt erlaubt, wenn das Auslandskonto ein eigenes ist (Zahlungen vom Auslandskonto an Ausländer sind hingegen wiederum meldepflichtig).
Privatpersonen können diese Meldepflicht telefonisch bei der Bundesbank erledigen.

## Überweisungsdauer
Auslandsüberweisungen innerhalb des Europäischen Wirtschaftsraums (EWR) und nicht auf Euro lautend müssen nach § 675s Abs. 1 BGB in maximal vier Geschäftstagen beim Zahlungsempfänger gutgeschrieben werden, bei Vordrucken fünf Geschäftstage. Fristen außerhalb des EWR bestehen nicht.

## Gebühren
Da sich der Zahlungsverkehr in der Eurozone aufgrund der Euro-Währungsumstellung im Januar 2002 faktisch zu einem Inlandszahlungsverkehr entwickelt hat, dürfen die Kreditinstitute aufgrund der Verordnung (EG) Nr. 924/2009 vom 16. September 2009 als Bankgebühren lediglich entsprechende Inlandsgebühren für Überweisungen in Euro berechnen. Mit der EU-Preisverordnung, die im Jahr 2003 in Kraft trat, wurden alle Banken verpflichtet, die üblichen Auslandsüberweisungen bis zu einem Betrag in Höhe von 12.500 Euro zugunsten Konten innerhalb der Euro-Teilnehmerländer den Preisen einer Inlandüberweisung anzupassen. Seit dem 1. Januar 2006 ist diese Preisgrenze auf 50.000 Euro aufgestockt worden, so dass eine freie Gebührenvereinbarung erst ab diesem Betrag möglich ist.